# Astrid Damerow
Astrid Damerow (nascida em 30 de março de 1958) é uma política alemã. Nasceu em Bonndorf, Baden-Württemberg, e representa a CDU. Astrid Damerow é membro do Bundestag do estado de Schleswig-Holstein desde 2017.

## Vida
Ela tornou-se membro do Bundestag após as eleições federais alemãs de 2017. É membro da Comissão de Turismo e da Comissão do Ambiente, Conservação da Natureza e Segurança Nuclear.